# Ганс-Герман фон Швайніц унд Крайн
Граф Ганс-Герман фон Швайніц унд Крайн, барон фон Каудер (нім. Hans-Hermann Graf von Schweinitz und Krain Freiherr von Kauder; 21 липня 1883, Лібенбург — 4 березня 1959, Гамбург) — німецький військово-морський діяч, контрадмірал крігсмаріне (1 січня 1941).

## Біографія
10 квітня 1901 року вступив у ВМФ кадетом. Пройшов підготовку на борту навчального корабля «Штайн», у військово-морському училищі (1903) і Військово-морській академії (1914). У 1911-14 роках — вахтовий офіцер на імператорській яхті «Гогенцоллерн». Учасник Першої світової війни, навігаційний офіцер на легких крейсерах «Росток» (травень 1915 — червень 1916), «Регенсбург» (червень 1916, жовтень 1916 — березень 1917), «Штеттін» (липень 1916), «Данциг» (липень-вересень 1916), «Емден» (березень 1917 — липень 1918), на лінійному кораблі «Маркграф» (жовтень 1918).
Після демобілізації армії залишений на флоті. З 29 березня 1919 року — ад'ютант в інспекції бойової підготовки і офіцер зв'язку в військово-морської комісії з перемир'я. З 1 жовтня 1921 року — командир 4-го батальйону берегової оборони, з 13 листопада 1924 року — офіцер зв'язку ВМС при командуванні 6-м військовим округом (Мюнстер). 29 вересня 1926 року призначений комендантом морських оборонних споруд на Ельбі і Везері. 30 вересня 1931 року вийшов у відставку.
1 січня 1941 року призваний на службу і 11 жовтня 1941 року призначений начальником морських оборонних споруд в Україні, а 3 листопада 1941 року переведений на аналогічну посаду в Крим. Керував створенням оборони кримських берегів від атак радянського ВМФ. 1 квітня 1943 року зарахований в розпорядження начальника Вищого військово-морського командування «Остзе», а 30 червня 1943 року звільнений у відставку, хоча до кінця війни і значився в розпорядженні ВМФ. 8 травня 1945 року інтернований союзниками. 15 жовтня 1947 року звільнений.

## Нагороди
- Орден Святого Станіслава 3-го ступеня (Російська імперія; 13 липня 1912)
- Орден Червоного орла 4-го класу (9 серпня 1913)
- Орден Спасителя, золотий (офіцерський) хрест (Грецьке королівство; 4 травня 1914)
- Орден Корони Італії, офіцерський хрест (16 травня 1914)
- Залізний хрест
  - 2-го класу (18 червня 1915)
  - 1-го класу (12 червня 1916)
- Військова медаль (Османська імперія) (13 листопада 1917)
- Хрест «За вислугу років» (Пруссія) (4 листопада 1920)
- Орден Святого Йоанна (Бранденбург), почесний лицар (7 лютого 1923)
- Почесний хрест ветерана війни з мечами (21 грудня 1934)
- Медаль «За вислугу років у Вермахті» 4-го, 3-го, 2-го і 1-го класу (25 років; 2 жовтня 1936)
- Хрест Воєнних заслуг 2-го класу з мечами (30 січня 1941)
- Застібка до Залізного хреста
  - 2-го класу (5 травня 1942)
  - 1-го класу (8 вересня 1942)
- Орден Корони короля Звоніміра 1-го класу із зіркою та мечами (Незалежна Держава Хорватія; 26 вересня 1942)
- Медаль «За зимову кампанію на Сході 1941/42» (19 грудня 1942)
- Кримський щит (19 грудня 1943)